# Tyfus plamisty
Tyfus plamisty, dur plamisty (łac. typhus exanthematicus) – bakteryjna choroba zakaźna, przyczyna ciężkich epidemii i śmierci milionów ludzi.

## Rodzaje
1. tyfus plamisty europejski wywołany przez Rickettsia prowazekii, przenoszony przez wszy ludzkie, ma charakter epidemiczny
2. tyfus plamisty mysi wywołany przez Rickettsia typhi przenoszony przez pchły, ma charakter endemiczny

## Przenoszenie choroby

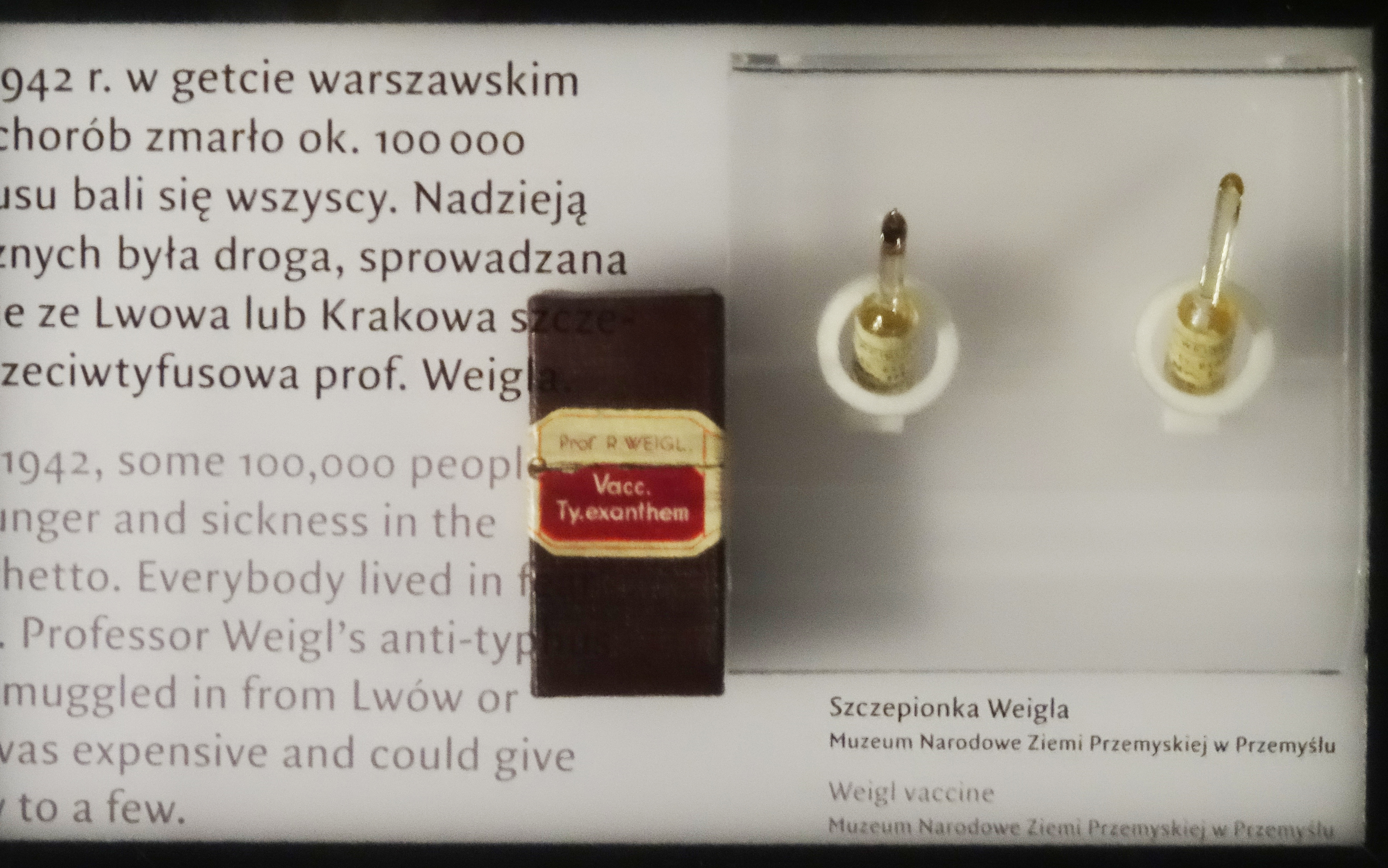
Szczepionka przeciwtyfusowa prof. Rudolfa Weigla w Muzeum Historii Żydów Polskich w Warszawie

### Wszy
Do przenoszenia tyfusu zdolne są wszystkie wszy. Wesz staje się zakaźna po 5 dniach od pobrania krwi zakażonej riketsjami. Riketsje skracają życie wszy i powodują u niej porowatość ściany przewodu pokarmowego. Riketsje są wydalane przez wszy wraz z kałem oraz z wymiocinami (wymiotują wszy zakażone pod koniec swojego życia). Zakażenie człowieka następuje w trakcie drapania skóry, rozcierania ciał wszy oraz ich odchodów na uszkodzonej skórze lub też w trakcie ssania krwi przez wszy. Riketsje znajdujące się na ubraniu zachowują zdolność zakażania przez 2-3 tygodnie. Zachorowanie na tyfus daje pewną odporność na chorobę.

### Pchły
Tyfus szczurzy przenoszą na ludzi pchły. Jest to zoonoza, czyli choroba odzwierzęca. Żywym zbiornikiem riketsji są szczury i myszy na których pasożytują zakażone pchły. W kale pcheł są riketsje. Drapanie skóry powoduje wprowadzenie riketsji do ustroju. Dawniej dużo zachorowań na tyfus szczurzy notowano w Ameryce Północnej, w Azji, portowych miastach Europy (Turcja, Francja). Riketsje tyfusu szczurzego przechodzą pomiędzy ludźmi za pośrednictwem wszy, głównie odzieżowej.

## Zmiany patologiczne
Zmiany patologiczne wywołane riketsjami pojawiają się w:
- naczyniach krwionośnych,
- układzie nerwowym,
- gruczołach dokrewnych,
- sercu.

Obniżeniu ulega czynność wydzielnicza nadnerczy, przez co powstaje niedobór adrenaliny, czego następstwem jest hipotonia (obniżenie napięcia naczyń), spadek ciśnienia krwi, zwężenie naczyń wieńcowych serca, a przez to niedotlenienie i niedożywienie serca, powodujące zmiany zwyrodnieniowe mięśnia sercowego. Powstaje niedowład i porażenie nerwu trzewnego i przez to nadmierny odpływ krwi do narządów jamy brzusznej.
W badaniach patologicznych stwierdza się wysięki i zmiany zastoinowe w mózgu, wątrobie i płucach, sinicę powłok skórnych. Złuszczanie nabłonka naczyń powoduje powstawanie zakrzepów przyściennych, przerost komórek limfoidalnych i plazmocytowych. Porowatość i nieszczelność ścian naczyń krwionośnych objawia się wybroczynami krwawymi. Dookoła naczyń rozwijają się ziarniniaki. Zmiany agregacyjne, naciekowe i zwyrodnieniowe widoczne są w tkance glejowej mózgu i w rdzeniu przedłużonym. Stwierdza się również surowicze zapalenie opon mózgowych. Zmiany wysiękowe są widoczne w tkance łącznej właściwej, w tkance glejowej i w nabłonkowej.

## Przebieg choroby
- okres wylęgania: 10-14 dni (wahania od 5 do 21 dni)
- objawy: nagła gorączka, ból głowy, początkowo euforia, następnie uczucie ogólnego rozbicia, przyśpieszone oddychanie. Twarz staje się zaczerwieniona i spuchnięta, wzmaga się pragnienie, oczy (spojówki, gałki oczne) stają się zaczerwienione.
- po 4 dniach pojawia się wysypka na języczku gardła w postaci ciemnoczerwonych wybroczyn, wątroba i śledziona są powiększone.
- po 5 dniach wysypka na skórze w formie czerwonych plam i grudek, które przechodzą w wybroczyny krwawe. Wysypka skupia się głównie na brzuchu, bocznych powierzchniach klatki piersiowej oraz w zgięciach łokciowych. Chory majaczy; występuje nocna bezsenność.
- po ok. 5 dniach gwałtowne chudnięcie spowodowane zwiększonym zużyciem energii, katabolizmem zapasów tłuszczu i zwiększonym wydalaniem moczu, a wraz z nim chlorku sodu odpowiedzialnego za utrzymywanie zmian wysiękowych i obrzęków.
- po 6 dniach ból głowy staje się mniej nasilony
- po 8-9 dniach gorączka obniża się, zwiększeniu ulega diureza. Stan chorego pogarsza się, nasilają się majaczenia, chory staje się półprzytomny lub nieprzytomny, pojawia się przeczulica skóry, następuje silne osłabienie wszystkich mięśni, żuchwa opada, występuje niedowład języka.
- po 10-11 spada poważnie ciśnienie krwi. Serce ulega prawostronnemu powiększeniu. We krwi panuje leukocytoza. Na koniuszku serca wysłuchać można szmer przedskurczowy. Po przełomie obserwuje się osłabienie, senność i stan podgorączkowy.
- od 4 tygodnia choroby zmiany w układzie nerwowym cofają się.

## Powikłania tyfusu
- opadowe zapalenie płuc
- zapalenie opłucnej
- zapalenie opon mózgowych i mózgu
- ropne zapalenie ślinianki przyusznej
- zapalenie nerek
- odleżyny
- zakrzepowe zapalenie żył i tętnic.

## Choroba Brilla-Zinssera
Choroba Brilla-Zinssera lub dur nawrotowy to nawrót przebytego wcześniej duru plamistego występujący kilka lat po zachorowaniu (a nawet po więcej niż 40 latach). Nie poznano, w jaki sposób Rickettsia prowazekii może przez ten czas przebywać w organizmie, ale podejrzewa się, że rezerwuarem bakterii może być tkanka tłuszczowa. Choroba ta przebiega łagodniej niż zakażenie pierwotne i wiąże się z lepszym rokowaniem.

## Profilaktyka

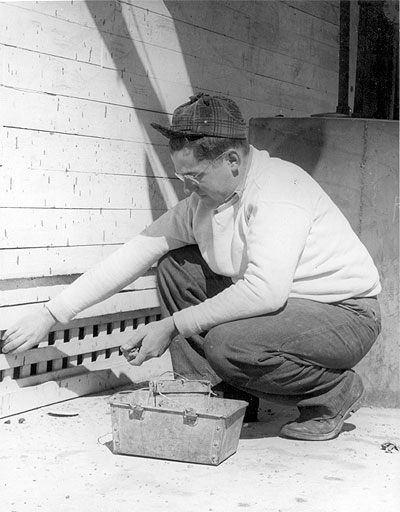
Pracownik cywilnej służby publicznej rozprowadza trutkę na szczury w celu zapobiegania tyfusowi w Gulfport w Missisipi, około 1945.

Zwalczanie szczurów i myszy, zwalczanie wszy i pcheł, szczepienia ochronne.

## Leczenie
- Antybiotyki, przede wszystkim tetracykliny (np. doksycyklina) oraz chloramfenikol.
- Do czasu wynalezienia antybiotyków jedyną skuteczną metodą walki z tyfusem plamistym była szczepionka przeciwtyfusowa, którą wynalazł w latach 20. XX wieku polski biolog, profesor Uniwersytetu Jana Kazimierza we Lwowie, Rudolf Stefan Weigl.

Zachorowania na tyfus są notowane w dalszym ciągu w Afryce i Azji w liczbie kilku tysięcy przypadków w ciągu roku.